# Дворине
Дворине, познате и као Маџарско гробље је археолошки локалитет у Србији, на коме су откривени остаци раскошне средњовековне цркве из 14. века, за коју се предпоставља да је задужбина српског цара Стефана Душана.
Археолошко налазиште је у селу Бања код Аранђеловца, на североисточним обронцима планине Венчац.
На основу откривених фрагмената стручњаци претпостављају да се ради о властелинској задужбини, из доба деспотовине Павла Бакића која је грађена у српско - византијском стилу, половином XIV. века.
Црква је имала троапсидални облик, са централном петоугаоном апсидом, док су ђаконикон и проскомидија највероватније тространи, али се због веома лошег стања у коме се налазе то не може тачно утврдити. Ширина објекта је била 14 метара, а дужина преко 22 метра. На основу великог броја фрагмената фресака, боја и начину израде који су нађени на локалитету утврђено је да је живопис био изузетног квалитета и да су га израдили врхунски мајстори и да је у рангу са онима у Дечанима и Светим архангелима код Призрена.
Ова грађевина уписаног крста српско - византијског стила је једина таква која постоји северно од Косова и Метохије.
Објекат је систематски уништен, вероватно од стране Турака јер су тесаници од кречњака и мермера, од којих је грађена били веома драгоцени.
Према народном предању, које је 1871. записао генерал Јован Мишковић "поред Дворина се налазила црква". Он наводи да је у 19. веку народ овај локалитет називао Црквине, док је данас устаљен назив Дворине.
На локалитету су пронађени остаци велике цркве, некрополе и зиданог објекта са приземним и спратним делом. Читав комплекс представља археолошко налазиште од великог значаја.